# Oskar Lewan
Oskar Nilsson Lewan, född 15 juni 1862 i Stora Hammars församling, död 12 februari 1949, var en svensk präst. 
Lewan studerade vid Lunds universitet och avlade teoretisk teologisk examen 1885, praktisk teologisk examen 1886, disputationsprov 1891 och promoverades till teologie hedersdoktor 1918. Han prästvigdes 1886, blev kyrkoherde i Knästorps och Tottarps församlingar 1897 och var biträdande lärare vid Lunds universitets praktisk teologiska övningar 1926–28. 
Av Lewans skrifter kan nämnas Studier öfver Gamla testamentets värde ur frälsningshistorisk synpunkt (1891), Om den apostoliska trosbekännelsens uppkomst (1894), Modern forskning och kristen tro (1895) och Kristendomens utvecklingsmöjlighet (1901, ingår i serien "I religiösa och kyrkliga frågor"). Han var medredaktör av Kristendomen och vår tid, översatte utländsk pedagogisk litteratur och skrev artiklar i facktidskrifter och i tidningar.